# Vremuri, anii 60...
Vremuri, anii 60... este un album de restituiri al formației Phoenix, editat de către casa de discuri Electrecord în anul 1998, pe compact disc și casetă audio.

## Prezentare
Piesele incluse pe acest album fac parte din repertoriul „beat” al formației, fiind produse de Cornel Chiriac la Radio sau la Televiziune, ori fiind înregistrate în studiourile Electrecord. Ca element inedit, au fost utilizate și înregistrări din iarna lui 1970, făcute artizanal în subsolul casei parohiale din Piața Unirii din Timișoara (piesele 7, 8 și 9). Primele șase melodii de pe acest disc au apărut inițial pe EP-urile Vremuri (1968) și Totuși sînt ca voi (1969), în timp ce restul pieselor reprezintă apariții în premieră pe un suport audio. Pe coperta albumului apar Florin (Moni) Bordeianu, Nicolae Covaci, Dorel Vintilă Zaharia, Günther Reininger și Béla Kamocsa. Broșura asociată discului conține o scurtă istorie a formației, ce acoperă perioada de la înființare până în 1970, fotografii de arhivă și versurile cântecelor. Piesele ce apar în premieră pe acest album (cu excepția melodiei „Mamă, mamă”) au fost transpuse pe suport disc de vinil de 7" (17 cm), rezultând un EP neoficial și în ediție limitată, apărut în anul 2000.

## Piese
1. Vremuri
2. Totuși sunt ca voi
3. Floarea stâncilor
4. Ar vrea un eschimos
5. Canarul
6. Nebunul cu ochii închiși
7. Lumina zorilor
8. Ulciorul
9. Vino să ne ascundem sus în nori
10. Vânt hain nr. 1
11. Mamă, mamă
12. Vânt hain nr. 2
13. Miezul nopții

Muzică: Moni Bordeianu și Nicu Covaci (1-13)

Versuri: Victor Șuvăgău (1, 2, 5, 12); Moni Bordeianu (1, 6, 10); Victor Cârcu (3, 4, 8, 11, 13); Moni Bordeianu și Nicu Covaci (7, 9)
Observație: Autorii versurilor pentru piesele „Lumina zorilor” (7) și „Vino să ne ascundem sus în nori” (9) nu sunt menționați pe coperta albumului.

## Componența formației
- Moni Bordeianu – solist vocal
- Nicolae Covaci – chitară solo, voce
- Béla Kamocsa – chitară bas, voce
- Günther Reininger – pian, voce
- Claudiu Rotaru – chitară, voce
- Pilu Ștefanovici – baterie, voce
- Dorel Vintilă Zaharia – baterie, voce
- Florin Dumitru – baterie